# Kallima fusciplena
Kallima fusciplena är en fjärilsart som beskrevs av Hans Fruhstorfer 1898. Kallima fusciplena ingår i släktet Kallima och familjen praktfjärilar. Inga underarter finns listade i Catalogue of Life.